# Đới Quý Đào
Đới Quý Đào (tiếng Hoa: 戴季陶; bính âm: Dài Jìtáo; 6 tháng 1, 1891 – 21 tháng 2 năm 1949) là một nhà báo Trung Hoa, một trong những đảng viên Quốc dân đảng và Viện trưởng đầu tiên của Khảo thí viện Trung Hoa Dân Quốc. Ông thường được biết tới với tên Đới Truyền Hiền (戴傳賢; Wade-Giles: Tai Ch'uan-hsien) hoặc tên tự, Đới Tuyển Đường (戴選堂; Wade-Giles: Tai Hsüan-t'ang).

## Thời trẻ và giáo dục
Đới có tên khai sinh là Đới Lương Bật (戴良弼; Wade-Giles: Tai Liang-pi), sinh tại Quảng Hán, Tứ Xuyên trong một gia đình làm nghề gốm. Ông sang Nhật năm 1905 học tại một trường sư phạm rồi được nhận vào khoa Luật Đại học Nihon năm 1907. Ông tốt nghiệp và trở về Trung Hoa năm 1909.

## Sự nghiệp viết lách
Đới bắt đầu viết cho tờ Trung ngoại nhật báo (中外日報) của Thượng Hải và tờ Thiên Đạc báo (天鐸報) ở tuổi 19. Ông lấy tên hiệu Đới Thiên Cừu (天仇) để thể hiện sự căm hận với nhà Thanh. Chính quyền Mãn Thanh đe dọa tống giam ông, nên năm 1911, ông trốn sang Nhật Bản rồi Penang, tại đó ông gia nhập Đồng minh hội (同盟會) và viết bài cho tờ Quang Hoa báo (光華報) của hội. Cùng năm, ông trở về Thượng Hải sau Khởi nghĩa Vũ Xương và lập ra Dân quyền báo (民權報).

## Sự nghiệp chính trị
Nhờ thành thạo tiếng Nhật, vốn khá bất thường với một chàng trai trẻ Trung Hoa, Đới được Tôn Dật Tiên chú ý. Ông trở thành phiên dịch viên rồi thư ký cơ yếu của Tôn. Sau khi Quốc dân đảng thất bại trước Viên Thế Khải, ông sang Tokyo gia nhập Đảng Cách mạng Trung Hoa năm 1914.
Ông tham gia Đại hội thứ nhất Trung Hoa Quốc dân đảng năm 1924, được bầu làm ủy viên Trung ương, rồi sau đó lần lượt là ủy viên Thường vụ Quốc dân đảng và Bộ trưởng Tuyên truyền. Không lâu sau khi Tôn mất năm 1925, ông xuất bản một quyển sách gây tranh cãi để nhận định lại di sản của Tôn. Ông khẳng định rằng tư tưởng của Tôn bắt nguồn chủ yếu từ Nho giáo chứ không phải triết học Tây phương và rằng Tôn là người nệ cổ. Thuyết này được phe hữu Quốc dân đảng đề cao nhưng lại bị phe tả và phe cộng sản phản bác. Sau khi phe hữu chiến thắng, chủ thuyết của Đới trở thành chủ đạo trong Quốc dân đảng. Năm 1926, ông là Hiệu trưởng Đại học Tôn Trung Sơn và Chủ nhiệm Chính trị trường Võ bị Hoàng Phố, Chu Ân Lai là phó. Từ năm 1928 - 1948, ông là Viện trưởng Hành chính viện.
Từ tháng 10 năm 1928 – tháng 6 năm 1948, ông giữ các chức:
- Ủy viên Quốc dân Đại hội (國民政府國府委員)
- Hiệu trưởng Đại học Tôn Trung Sơn (中山大學委員長)
- Ủy viên Trung ương Quốc dân đảng (中央執行委員會委員): 1924
- Ủy viên Thường vụ (常務委員): 1924
- Bộ trưởng Thông tin (宣傳部長): 1924
- Chủ tịch Ngoại giao đoàn (國使館館長): không giữ chức do bị ốm

Đới là một trong những người viết lời của "Quốc ca Trung Hoa Dân Quốc". Ông cũng sáng tác các tác phẩm:
- Những nguyên tắc cơ bản của chủ nghĩa Tôn Dật Tiên (孫文主義之哲學基礎)
- Cách mạng nhân dân và Quốc dân đảng (國民革命與中國國民黨)
- Tôn Trung Sơn toàn thư (孫中山全書)

## Những năm cuối đời và cái chết
Sau khi Tôn Dật Tiên mất, Đới đổi tên thành Đới Truyền Hiền. Ông từng nhảy xuống sông tự tử nhưng được một người đánh cá cứu sống. Sau sự kiện này, ông quy y đạo Phật, và bị cho là trở nên mê tín. Những tác phẩm bàn về Phật giáo của ông được xuất bản trong bộ sách Đới Quý Đào tiên sinh Phật học luận tập (戴季陶先生佛學論集). Ông cũng được cho là cha ruột của Tưởng Vĩ Quốc, con nuôi của Tưởng Giới Thạch. Có nguồn cho rằng vì lo ngại cho hôn nhân cũng như sự nghiệp, Đới trao Vĩ Quốc cho Tưởng Giới Thạch, sau khi một người Nhật tên là Yamada Juntaro (山田純太郎?) mang một đứa trẻ đến Thượng Hải. Diêu Di Thành (姚冶誠), vợ thứ hai của Tưởng, nuôi dưỡng Vĩ Quốc như con đẻ. Đứa trẻ gọi Đới là "Thân bá" (親伯) (bác yêu quý). Đới Quý Đào có con trai chính thức là An Quốc (安國), sau đi du học Đức tại Technische Hochschule Berlin. Như vậy An Quốc và Vĩ Quốc là anh em cùng cha khác mẹ.
Năm 1949, khi Quốc dân đảng thua trận trong Nội chiến Trung Hoa trước Đảng Cộng sản Trung Quốc, Đới uống hơn 70 viên thuốc ngủ tự sát tại Quảng Châu.